# سبنسر فولرتون بيرد
سبنسر فولرتون بيرد (بالإنجليزية: Spencer Fullerton Baird)‏ عالم أمريكي اختص في دراسة التاريخ الطبيعي، علم الطيور، علم الأسماك وعلم الزواحف والبرمائيات. كان بيرد أوّل أمين عام لمتحف عُيّن في معهد سميثسونيان. عمل في النهاية أمينًا عامًا مساعدًا في معهد سميثسونيان من عام 1850 حتى عام 1878، وأمينًا عامًا من عام 1878 حتى عام 1887. كُرِّس لتوسيع مجموعة التاريخ الطبيعي في معهد سميثسونيان، وقد نجح في زيادتها من 6000 نوع في عام 1850 إلى أكثر من مليوني نوع حتى وفاته. نشر أكثر من ألف عمل خلال فترة حياته.

## النشأة وتعليمه
وُلد سبنسر فولرتون بيرد في مدينة ريدينغ في بنسلفانيا في عام 1823، أصبح عالم تاريخ طبيعي شابًا درّب نفسه ذاتيًا، تعلّم حول هذا المجال من أخيه ويليام، الذي كان مراقبًا للطيور، وأيضًا من أمثال جون جيمس أودوبون، والذي أرشد بيرد في كيفية خط الرسوم التوضيحية العلمية للطيور. كان والده أيضًا مؤثرًا كبيرًا في اهتمام بيرد في الطبيعة إذ اصطحب بيرد معه إلى أعمال البستنة. تُوفي والده بمرض الكوليرا إذ كان عمر بيرد حينها عشر سنوات. التحق بأكاديمية نوتنغهام في بورت ديبوست في ولاية ماريلاند ومدرسة كارلايل في بنسلفانيا عندما كان صبيًا صغيرًا.
ارتاد بيرد جامعة ديكنسون وحصل على درجة البكالوريوس والماجستير، إذ أنهى دراسته عام 1840. انتقل بعد تخرجه إلى مدينة نيويورك، وكان مهتمًا بدراسة الطب في كلية الأطباء والجراحين في جامعة كولومبيا. وعاد بعد عامين إلى كارلايل. بدأ بتدريس علم التاريخ الطبيعي في جامعة ديكنسون في عام 1845. أثناء وجوده في جامعة ديكنسون، أجرى أبحاثًا وشارك في رحلات جمع العينات، وتبادل العينات مع علماء التاريخ الطبيعي الآخرين، وسافر بشكلٍ متكرر. تزوّج من ماري هيلين تشرشل عام 1846.  وُلدت ابنتهما، لوسي هانتر بيرد في عام 1848. حصل بيرد على منحة في عام 1848 من معهد سميثسونيان لاستكشاف كهوف العظام والتاريخ الطبيعي لجنوب شرق بنسلفانيا. في عام 1849 حصل على مبلغ 75 دولار من معهد سميثسونيان لجمع العينات وتعبئتها ونقلها. التقى خلال هذا الوقت الأمين العام لمعهد سميثسونيان  جوزيف هنري. وأصبحا زميلين وصديقين مقربين. سافر بيرد في ثمانينيات القرن التاسع عشر بشكل كبير إلى شمال شرق ووسط الولايات المتحدة الأمريكية. وفي معظم الأوقات سيرًا على الأقدام، مشى بيرد أكثر من 2100 ميل في عام 1842.

## حياته المهنية

### بداياته في معهد سميثسونيان
في عام 1850، أصبح بيرد أمين المتحف الأول لمعهد سميثسونيان  والأمين الدائم للجمعية الأمريكية لتقدم العلوم، وبقي أمينًا دائمًا للجمعية لمدة ثلاث سنوات. بعد رحلته إلى لندن، أحضر معه عربتين من العينات التي جمعها. وضع بيرد برنامج المتحف لمعهد سميثسونيان، طالبًا التركيز على التاريخ الطبيعي في الولايات المتحدة الأمريكية. سمح برنامجه أيضًا بإنشاء شبكة من جامعي العينات بواسطة نظام تبادل العينات. وطلب من أفراد الجيش والبحرية جمع عينات الحيوانات النادرة والعينات النباتية من غرب نهر المسيسيبي وخليج المكسيك. لأجل تحقيق التوازن في جمع العينات، أرسل بيرد عينات مضاعفة للمتاحف الأخرى في البلاد، وبادل غالبًا العينات المضاعفة بالعينات التي يحتاجها معهد سميثسونيان. وصف أكثر من خمسين نوعًا جديدًا من الزواحف خلال خمسينيات القرن التاسع عشر، بعضها بنفسه، والبعض الآخر مع طالبه تشارلز فريديريك جيرارد. يُعد فهرس (كاتالوغ) مجموعة الثعابين الخاص بمعهد سميثسونيان الذي أسساه في عام 1853 عملًا مرجعيًا في مجال علم الزواحف في أمريكا الشمالية. كان بيرد أيضًا مرشدًا لعالم الزواحف روبرت كنيكوت الذي توفي قبل أوانه، غادر بيرد مجال الزواحف في هذه النقطة ليركّز على مشاريع أكبر.
في النهاية، أصبح مساعد الأمين العام لمعهد سميثسونيان جوزيف هنري. ساعد بيرد خلال وظيفته هذه في تطوير تبادل المنشورات والمجلات، وهذا ما زوّد العلماء في أنحاء العالم بمنشورات كان سيصعب الوصول إليها. دعم أعمال ويليام ستيمبسون، وروبرت كينيكوت، وهنري أولك، وهنري براينت. في الفترة الممتدة بين عمله مساعدًا والعام 1855، عمل مع جوزيف هنري لتوفير المعدات العلمية والاحتياجات لمسح الحدود بين الولايات المتحدة الأمريكية والمكسيك. حصل على درجة الدكتوراه في العلوم الفيزيائية عام 1856 من جامعة ديكنسون. حصل في عامي1852  و1857 على مجموعة عينات من المعهد الوطني لتطوير العلوم. لكن لم تُضم هذه العينات إلى مجموعة العينات الدائمة في معهد سميثسونيان حتى العام 1858. حَضر بيرد جنازة إبراهام لينكولن في عام 1865، برفقة جوزيف هنري. في عام 1870، كان بيرد يقضي عطلته في وودز هول في ماساتشوستس، وهناك طوّر اهتمامه بالبحث البحري. واصل قيادة الرحلات الاستكشافية في نوفا سكوشا ونيو إنغلاند.

### هيئة الولايات المتحدة الأمريكية للأسماك والمتحف الوطني في الولايات المتحدة الأمريكية
في 25 فبراير عام 1871، عيّن يوليوس إس غرانت بيرد المفوّض الأول للأسماك ومصائد الأسماك لهيئة الولايات المتحدة الأمريكية للأسماك. بقي في هذا المنصب حتى وفاته. عندما كان بيرد مفوّضًا، بحثت الهيئة عن الفرص لإعادة تموين الأنهار بسمك السلمون، وتموين البحيرات بأسماك الطعام، أيضًا نفدت أسماك الطعام من المياه الساحلية. أعّد بيرد تقريرًا ذكر فيه أنّ البشر هم سبب تناقص أسماك الطعام في المناطق الساحلية. استخدم الأفراد الذين يملكون حق الدخول إلى الشاطئ الهدّارات (الهدار: نوع من السدود أو الحواجز الصغيرة) أو الشباك لصيد كمية كبيرة من الأسماك في المنطقة الساحلية. ما هدد مخزون الأسماك على الساحل. استخدم بيرد هيئة الولايات المتحدة الأمريكية للأسماك للحد من التأثير البشري عن طريق تسوية تتمثل في منع صيد الأسماك بواسطة المصائد من الساعة السادسة مساء أيام الجمعة حتى الساعة السادسة مساء أيام الاثنين. أُطلق مركب البحث ‹‹ألباتروس›› أثناء توليه الهيئة عام 1882. كان نشيطًا جدًا في تطوير سياسات الولايات المتحدة الأمريكية للصيد ومصائد الأسماك، وساهم في جعل وودز هول مكان التقاء الأبحاث في يومنا هذا.
أصبح بيرد مدير المتحف الوطني في الولايات المتحدة الأمريكية في عام 1872. أخبر بيرد جورج بيركنز مارش أنه سعى ليكون مدير المتحف الوطني وكانت لديه نوايا لتوسيع مجموعات العينات كلها في المتحف. يُعد بيرد الكاتب الرئيسي لتاريخ الطيور في أمريكا الشمالية، الذي نُشر في عام 1847 وما يزال منشورًا هامًا في علم الطيور إلى يومنا هذا. أنشأ كل المعروضات الفدرالية للولايات المتحدة الأمريكية في العرض المئوي، وفاز العديد منها بجوائز. عند انتهاء العرض، نجح بيرد في إقناع العارضين الآخرين في المساهمة بأشياء من معارضهم لمصلحة معهد سميثسونيان. في المحصلة، غادر بيرد مع اثنين وستين عربة تحوي 4000 صندوق من الأغراض. وبسبب العدد الكبير من الأغراض التي جمعها، وافق الكونغرس في عام 1879 على بناء مبنى المتحف الوطني الأول، وهو يمثل الآن مبنى الفنون والصناعات.

### الأمين العام الثاني لمعهد سميثسونيان
مات جوزيف هنري في 13 مايو من عام 1878، وفي 17 مايو، أصبح بيرد الأمين العام الثاني لمعهد سميثسونيان. سُمح لبيرد بالعيش مجانًا في مبنى معهد سميثسونيان، لكنه رفض وحوّل الجناح الشرقي إلى مساحة عمل. وثبّت هواتف في جميع أنحاء المبنى.

## وصلات خارجية
- سبنسر فولرتون بيرد على موقع الموسوعة البريطانية (الإنجليزية)
- سبنسر فولرتون بيرد على موقع إن إن دي بي (الإنجليزية)